# Lepidostromatales
Lepidostromatales B.P. Hodk. & Lücking – rząd grzybów z grupy pieczarniaków (Agaricomycetes).

## Systematyka
Pozycja w klasyfikacji według Index FungorumAgaricomycetidae, Agaricomycetes, Agaricomycotina, Basidiomycota, Fungi.
Według Dictionary of the Fungi rząd Lepidostromatales to takson monotypowy:
- rodzina Lepidostromataceae Ertz, Eb. Fisch., Killmann, Sérus. & Lawrey 2008
  - rodzaj: Ertzia B.P. Hodk. & Lücking 2014
  - rodzaj Lepidostroma Mägd. & S. Winkl. 1967
  - rodzaj Sulzbacheromyces B.P. Hodk. & Lücking 2014[1]

Nazwy naukowe według Index Fungorum.